# Praznik
U hrvatskome standardnom jeziku imenice blagdan i praznik nemaju isto značenje. 
Imenicom blagdan označuje se dan posvećen vjerskomu događaju, a imenicom praznik označuje se dan kojim se obilježava događaj važan za zajednicu ili međunarodni dan posvećen čemu. 
Blagdani su npr. Božić, Uskrs i Velika Gospa, a praznici su npr. Dan žena, Dan planeta Zemlje i Praznik rada. 
Usto, dani odmora nazivaju se praznicima, npr. zimski praznici, ljetni praznici, školski praznici, a dane u kojima se slave vjerski događaji nazivaju se blagdanima, npr. uskrsni blagdani, božićni blagdani.